# 石渡治
石渡 治（いしわた おさむ、1959年5月16日 - ）は、日本の漫画家。男性。神奈川県出身。妻は漫画家の高梨くみ。漫画家のよしもとよしともは実弟である。
『B・B』で第34回（昭和63年度）小学館漫画賞を受賞した。
主人公を含めたキャラクターたちが平穏な暮らしの中で起きる騒動をポップに描く少年漫画を得意としているが、その一方で、人間同士の愛憎や狂気を泥臭く描くことも得意としており、本来は相反している両者の要素が混在した独特の作風である。
島本和彦の自伝的作品『アオイホノオ』では、湘南出身の都会人らしく音楽好きで、仕事場の大型ステレオでレコードをかけ、当時流行のロック・ミュージックを流しながら『火の玉ボーイ』を描いている姿が描かれていたが、事実、『火の玉ボーイ』はムーンライダーズのアルバム名から引用されたタイトルで、各話タイトルも国内外のロック・ミュージックから引用されていた。
また、次作『B・B』のタイトルも、連載開始前年（1984年）に発売されたムーンライダーズ『AMATEUR ACADEMY』の「曲名を英語の略字と数字で統一する」規則に則って付けていた。

## 作品リスト

### 連載
- タケル（『週刊少年サンデー増刊号』、全1巻）
- ラグタイムブルース（全6巻、ワイド版全3巻）
- スーパーライダー（『週刊少年サンデー』、全10巻）
- 石渡治傑作集（『少年ビッグコミック』、全1巻）
- 火の玉ボーイ（『週刊少年サンデー』、全14巻、ワイド版全7巻）
- B・B（『週刊少年サンデー』、全31巻、ワイド版全16巻、文庫版全17巻）
- ゴンベ（『漫画アクション』、全1巻）
- HAPPY MAN（原作：マキノノゾミ、『漫画アクション』、全9巻、ワイド版全4巻）
- 10月の満月に一番近い土曜日（全1巻）
- "LOVe"（『週刊少年サンデー』、全30巻）
- 風神（『週刊少年サンデー超』、単行本未収録）
- パスポート・ブルー（『週刊少年サンデー』、全12巻）
- II -ツヴァイ-（『週刊少年サンデー超』、全3巻）
- 白兵武者（『週刊ヤングサンデー』、全12巻）
- Odds -オッズ-（『週刊ヤングサンデー』2006年14号 - →『スピリッツ増刊 YSスペシャル』Vol.1、全10巻）
- Odds +1（『スピリッツ増刊 YSスペシャル』Vol.2 - Vol.5、全1巻）
- Odds GP!（『漫画アクション』2009年4号[2] - 2013年24号、全14巻）
- Odds VERSUS!（『漫画アクション』[3]2014年2号 - 2023年22号、全107話、全31巻。スピンオフシリーズ 2024年3号 - ）

### その他
- デーモン小暮閣下の 悪夢へようこそ（1991年、カジマビジョン・自動車工業振興会） - アニメパートのキャラクターデザイン
- HUMANE SOCIETY 〜人類愛に満ちた社会〜（1992年、ソニー・ミュージックエンタテインメント、ムービック） - スーパーバイザー・キャラクター原案
- ライブ・ア・ライブ （1994年、スクウェア） - 西部編のキャラクターデザイン
- 第35回読売新聞社杯全日本選抜競輪（豊橋競輪場）[4] - ポスターデザイン
- ネコメンタリー 猫も、杓子も。（2024年6月16日、NHK）[5] - 出演